# Isaac de Bruyn

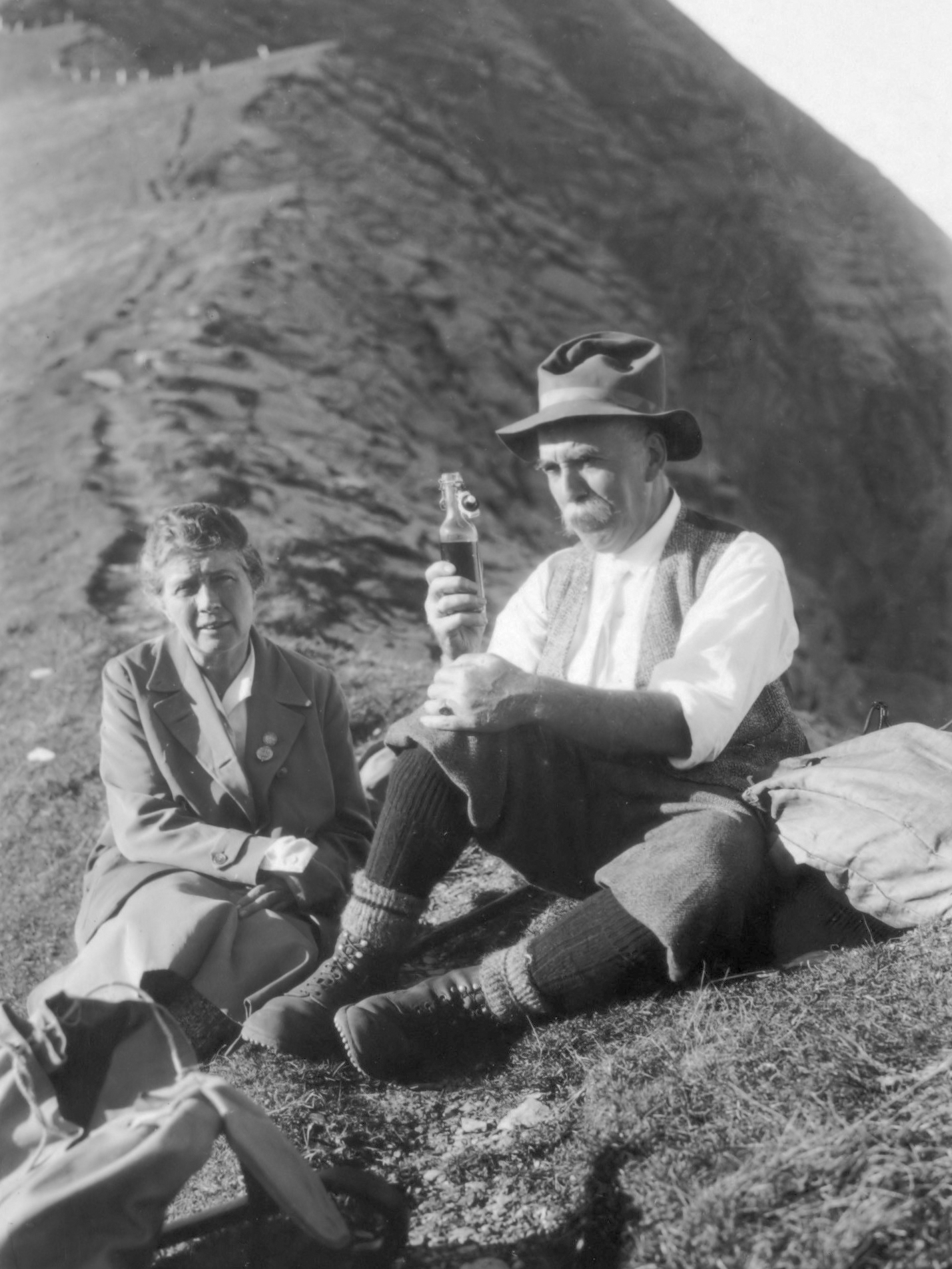
Isaac de Bruyn en Johanna Geertruida de Bruyn-van der Leeuw (1931)

Isaac de Bruyn (Zwollerkerspel, 8 mei 1872 - Muri (Zwitserland), 10 december 1953) was een bankier en kunstverzamelaar.

## Loopbaan

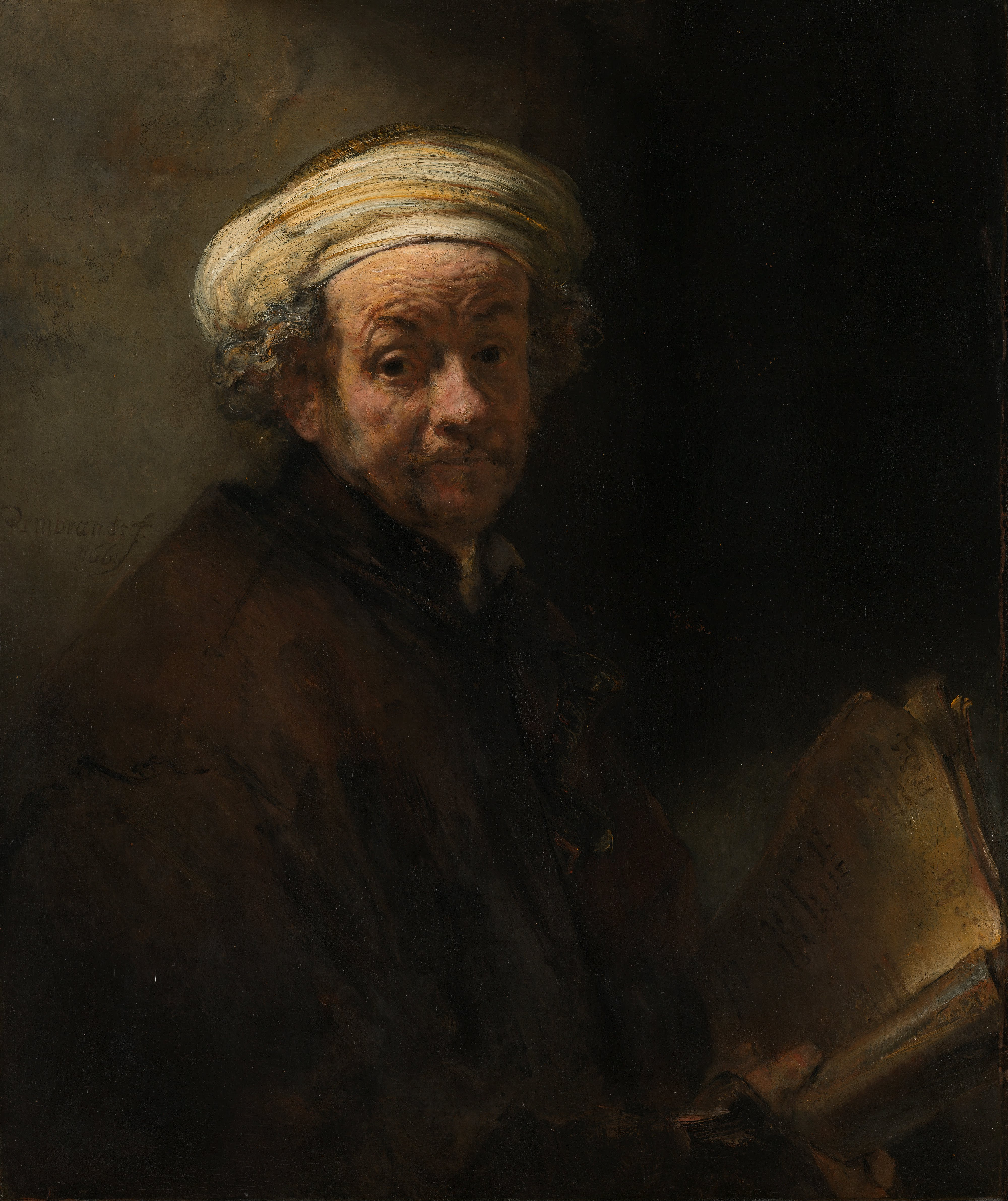
Rembrandt, zelfportret als de apostel Paulus

De Bruyn werd geboren als lid van de Nederland's Patriciaatsfamilie De Bruyn als oudste zoon en kind van ir. Cornelio de Bruyn (1846-1905) en diens eerste echtgenote Cornelia Wilhelmina van Blommestein (1845-1880). In 1909, na werkzaam te zijn geweest in Nederlands-Indië, werd hij bankier bij de Amsterdamse firma Pierson & Co., waar hij in 1912 firmant van werd. In 1922 begon hij zich, samen met zijn vrouw Johanna Geertruida de Bruijn-van der Leeuw (1877-1960) met wie hij sinds 1900 getrouwd was, geheel te wijden aan de verzameling van oude schilderkunst, met name van werk van Rembrandt van Rijn. Dit deden zij met adviezen van Jan Veth en de Rijksmuseumdirecteur Frederik Schmidt Degener. De belangrijkste aankoop in hun collectie was Zelfportret als de apostel Paulus dat in 1956 in bruikleen, in 1960 als legaat werd afgestaan aan het Rijksmuseum. De Bruyn kreeg daar in zijn overlijdensjaar de Zilveren Anjer voor.